# Rub al-Khali

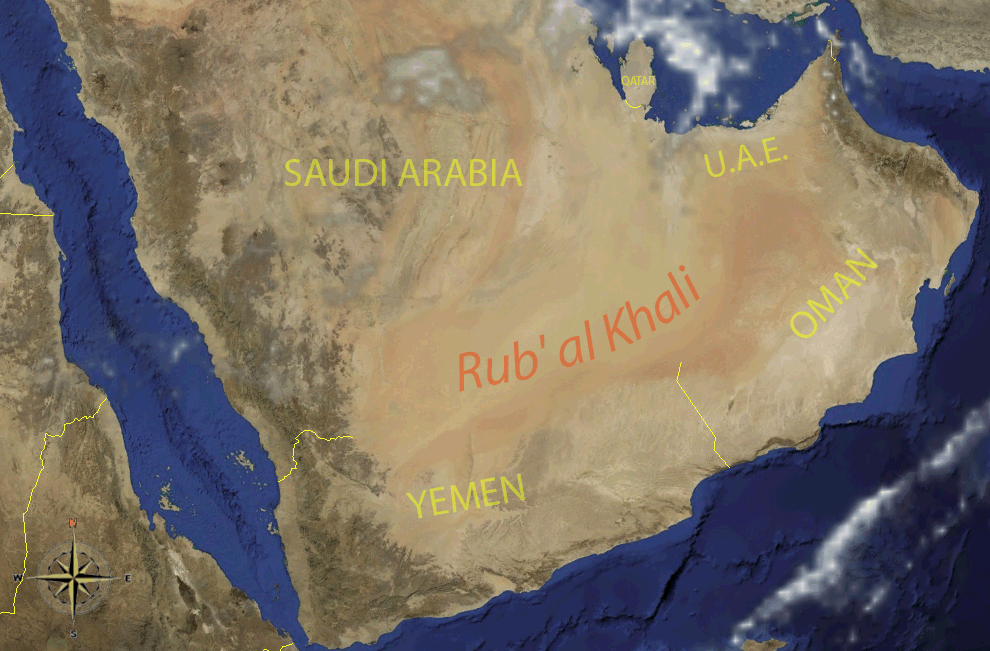
Localització de Rub al-Khali a Aràbia

El Rub al-Khali (àrab: الربع الخالي, ar-Rubʿ al-Ḫālī, literalment ‘el Quarter Buit’, ‘el Districte Buit’) és un dels més grans deserts de sorra del món. Ocupa un terç de la península Aràbiga, incloent-hi zones d'Aràbia Saudita, Oman, els Emirats Àrabs Units i el Iemen. El desert cobreix uns 650.000 km² entre les coordenades de longitud 44°30′ −56° 30′ E, i de latitud 16°30′ −23° 00′ N.
Geològicament el Districte Buit disposa de grans reserves de petroli. Sheyba i Ghawwar són grans jaciments petrolífers.

## Clima
Té un clima hiperàrid subtropical que condiciona en gran manera la vida en aquest desert. La pluviometria anual actual és d'uns 25 litres, però en el Plistocè hi va haver un clima més humit. Com és habitual en els deserts extrems pot passar més d'un any sense ploure.

## Vegetació
Les superfícies cobertes de sorra proporcionen un millor hàbitat per al creixement de les plantes que no pas el desert rocós i de graves que predomina al nord d'Aràbia que, en canvi, és menys àrid.
La vegetació de la sorra (psamòfita) es caracteritza per comunitats d'arbusts molt difuses amb subespècies endèmiques com Calligonum crinitum, l'arbust halòfit endèmic Cornulaca arabica i, localment, el sacsaül blanc (Haloxylon persicum). Cyperus conglomeratus, Dipterygium glaucum, Limeum arabicum, i Zygophyllum mandavillei són espècies associades. En sòls sense sorra o superfícies planes salades, que ocupen poca extensió relativa, són totalment o gairebé estèrils.